# Por-Bazjyn

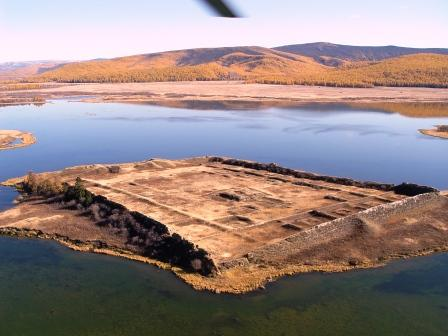
Por-Bazjyn in 2007

Por-Bazjyn (Russisch: Пор-Бажын; Por-Bazjyn; Toevaans voor "kleihuis") is de benaming voor de ruïne van een van de zeventien stenen forten die de Oeigoerse grootkan Bajantsjoer liet bouwen in de vallei van de rivier de Chemtsjik rond het midden van de achtste eeuw na zijn overwinning op stammen uit de Sajan in 756. Het is gelegen op een hoogte van 1300 meter op een eiland in het zuidwesten van het Tere-Cholemeer in de kozjuun Tere-Cholski in het uiterste zuidoosten van de Russische autonome republiek Toeva in de buurt van de grens met Mongolië.
Het rechthoekige fort meet 211 bij 158 meter, is opgebouwd uit bakstenen van klei en kent een labyrintachtige interne muurstructuur. In het centrale deel was een paleis gelegen op een verhoogd platform. In de bouwstijl zijn invloeden uit Sogdië zichtbaar. Het fort had muren van 10 meter hoog en had met een permanent garnizoen, dat de bronnen van de Jenisej moest bewaken tegen invallen vanuit het noorden. Volgens sommige theosofen zou het de noordelijke poort naar het mythische Shambhala-heiligdom in de Gobi zijn. Rond 840 werd het rijk der Oeigoeren echter alsnog overlopen door de Kirgiezen uit het noorden.
In 2007 werd een Russische onderzoeksexpeditie naar het fort georganiseerd.